# Скьерстад
Скьерстад (норв. Skjerstad) — бывшая коммуна в фюльке Нурланн в Норвегии.
Скьерстад получил статус коммуны 1 января 1838 года. Коммуна Фёуске была отделена от Скьерстада 1 января 1905 года. Оставшаяся часть коммуны Скьерстад была объединена с коммуной Будё 1 января 2005 года.
Население коммуны составляло 1 080 жителей.

## Известные жители
- Гудмунн Гримстад (англ. Gudmund Grimstad, 1898-1970), спортсмен принимавший участие в Олимпийских соревнованиях по борьбе